# 拉普埃夫拉努埃瓦
拉普埃夫拉努埃瓦，是西班牙卡斯蒂利亚-拉曼恰托莱多省的一个市镇。总面积122平方公里，总人口2017人（2001年），人口密度17人/平方公里。